# استنادا على قصة حقيقية (البوم)
استنادًا إلى قصة حقيقية ... هو الألبوم الثامن لاستوديو موسيقى الريف الأمريكي بليك شيلتون.
تم إصداره في 26 مارس 2013 عبر تسجيلات وارنر بروس وظهر لأول مرة في المركز الثالث مع ما يقارب 200,000 نسخة تم بيعها.
أصبح الألبوم تاسع ألبوم مبيعًا لعام 2013 في الولايات المتحدة ، وحصل شيلتون على شهادة بلاتينية من قبل RIAA في 30 سبتمبر 2013.
وفي عام 2016 ، حصل على الشهادة البلاتينية المزدوجة من قبل RIAA.

## روابط خارجية
- استنادا على قصة حقيقية (البوم) على موقع ميتاكريتيك (الإنجليزية)